# Pho mát kem

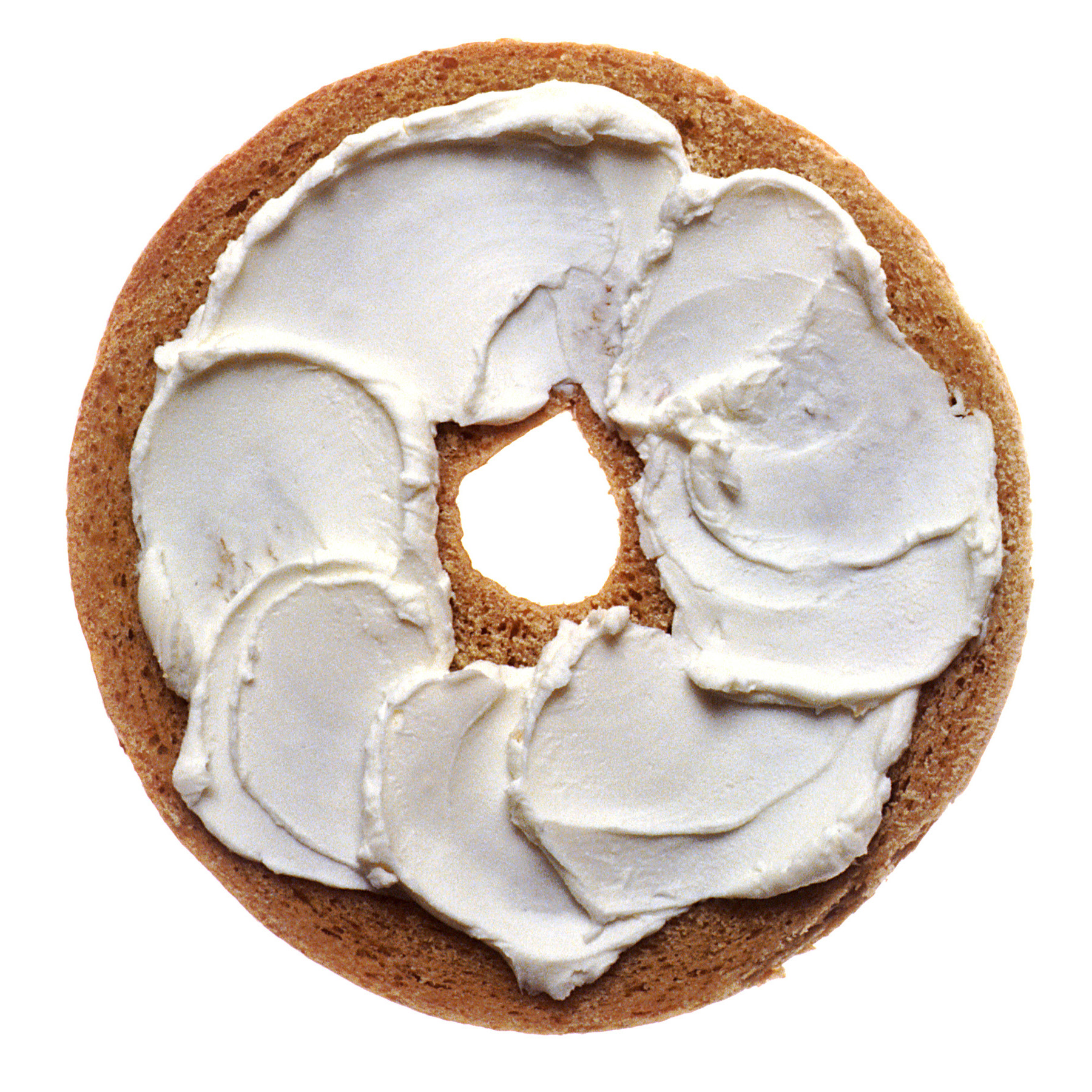
Pho mát kem trét trên bánh mì bagel

Pho mát kem hay phô mai kem (dịch từ tiếng Anh: cream cheese) là loại pho mát mềm, vị dịu nhẹ có hàm lượng chất béo cao. Nó có vị khá giống pho mát Boursin và Mascarpone.

## Quốc tế

### Hoa Kỳ

Logo của Philadelphia cream cheese

Mỗi nước có cách định nghĩa pho mát kem khác nhau. Bộ Nông nghiệp Hoa Kỳ định nghĩa pho mát kem là sản phẩm làm từ sữa, có chứa ít nhất 33% chất béo từ sữa (như quảng cáo) và hàm lượng nước không quá 55%, độ pH từ 4,4 tới 4,9. Cream cheese được dùng để quét lên bánh mì, được biết tới nhiều chẳng hạn như bagel với cream cheese, hay để làm bánh pho mát (englisch Cheesecake).
- Một hiệu pho mát kem nổi tiếng của Hoa Kỳ là Philadelphia, được sản xuất từ năm 1880.